# Winchester (Gewehr)

Winchester-Karabiner, von links zwei Model 73, Model 94, zwei Model 92

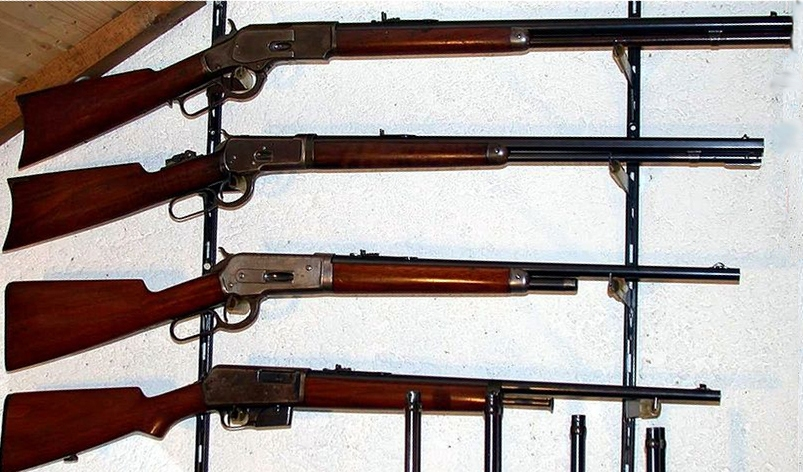
Winchester-Gewehre, von oben nach unten Model 73, Model 92, Model 86, Model 03 Semi-Auto

Die Winchester Repeating Arms Company entwickelte und produzierte unter der Leitung von Oliver Winchester seit 1860 in den Vereinigten Staaten Gewehre. Anfangs wurden diese unter der Bezeichnung Henry Rifle, ab 1866 unter der bekannten Marke Winchester vertrieben. Umgangssprachlich steht eine Winchester für Unterhebelrepetierer, jedoch entwickelte die Winchester Repeating Arms Company auch andere Gewehrtypen. 1981 wurde die Herstellung von Winchesterwaffen abgetrennt und unter dem Namen U.S. Repeating Arms Company in New Haven weitergeführt. Diese wurde nach 1989 Teil der belgischen Herstal Group. 2006 wurde die Produktion bei der U.S. Repeating Arms Company endgültig aufgegeben.
Kennzeichnend für die vielen Modelle, die Winchester seit den 1860er-Jahren auf den Markt brachte, ist die Benennung nach dem Jahr der Einführung (Winchester 66, Winchester 73, Winchester 76, Winchester 86, Winchester 92, Winchester 94, Winchester 95 usw.), später wurde allerdings von diesem Prinzip abgegangen. Zahlreiche andere Unternehmen kopieren heute klassische Winchester-Modelle (einschließlich der Henry und der berühmten Winchester 73) für Liebhaber und zum sportlichen Schießen.

## Vorläufer
1849 patentierte der Erfinder Walter Hunt den Volition Repeater, ein Repetiergewehr mit einem unter dem Lauf liegenden Röhrenmagazin, nachdem er 1848 die hülsenlose Munition Rocket Ball entwickelt hatte. Der Verschluss des Volition Repeaters wurde durch zwei unten am Gehäuse angelenkte Hebel betätigt. Hunt tat sich mit dem Büchsenmacher Lewis Jennings in Vermont zusammen, um vereinfachte und verbesserte Prototypen zu entwickeln. Daraus gingen die von Smith & Wesson am 14. Februar 1854 patentierten Volcanic-Pistolen und -Gewehre hervor, die hülsenlose Munition verschossen.
Das unten offene Röhrenmagazin war unter dem Lauf angebracht. Nachgeladen wurde mit dem Abzugsbügel, der den Verschluss über ein Kniegelenk betätigte und verriegelte. Das System bewährte sich nicht, da die in der hohlen Kugel liegende Pulverladung zu schwach war und der Gasaustritt wegen fehlender Liderung die Anfangsgeschwindigkeit noch mehr verminderte. Die Pistole und ein Gewehr nach dem gleichen Prinzip verkauften sich schlecht. 1855, nachdem sich Horace Smith und Daniel Wesson entschieden hatten, in die Revolverproduktion einzusteigen, überließen sie die Produktion der neu gegründeten VOLCANIC REPEATING ARMS COMPANY. Schon am Anfang daran beteiligt und ab 1856 Präsident sowie wichtigster Geldgeber war Oliver Winchester, der das Unternehmen bereits im Frühjahr 1857 umorganisierte und neu unter NEW HAVEN ARMS Co. registrieren ließ. Insgesamt wurden etwas über 3000 Volcanic-Pistolen und etwa 1000 Volcanic-Gewehre unter der Leitung von Oliver Winchester hergestellt.

## Frühe Unterhebelrepetierer mit Kniegelenkverschluss

### Henry-Rifle 1860
Ein ehemaliger Mitarbeiter von Hunt & Jennings, Benjamin Tyler Henry, entwickelte während seiner Tätigkeit als Betriebsleiter (engl.: Superintendent) bei der NEW HAVEN ARMS Co. von Oliver Winchester auf der Basis der Volcanic einen Unterhebelrepetierer, den er am 16. Oktober 1860 patentieren ließ. Die ersten Gewehre hatten einen Eisenrahmen, später wurde Rotguss (eine Kupfer-Zink-Zinn-Legierung, englisch Gunmetal) verwendet.
Die charakteristischen Merkmale des Henry-Gewehres waren die Verwendung einer von Henry entwickelten Randfeuerpatrone im Kaliber .44 Henry mit einer Kupferhülse, welche die Liderung garantiert; die Doppelzündung über eine Gabel und der Hülsenauszieher am Kniegelenkverschluss.
Vom Volcanic-System übernahm Henry folgende, an die Dimension seines Gewehres angepasste Elemente:
- Den Verschluss, der durch den Ladehebel, d. h. den verlängerten und zum Handschutz umgeformten Abzugsbügel zum Laden und Nachladen vor- und zurückbewegt wird.
- Das durch den Ladehebel betätigte Kniegelenk, das die Bewegung des Ladehebels auf den Verschluss überträgt und diesen verriegelt.
- Den außenliegenden Hahn, der durch die Verschlussbewegung gespannt wird.
- Das als integrierter Teil des Laufes angeordnete Magazin in Form eines unten offenen Rohres mit einer Zufuhrfeder, Magazinkapazität 15 Patronen.
- Den Patronenzuführer, der eine Patrone aus dem Magazin vor das Patronenlager bringt und gleichzeitig die durch den Verschluss ausgezogene verschossene Hülse auswirft. Der Patronenzuführer ist durch einen Übertragungshebel mit dem Ladehebel verbunden.

Während des Sezessionskrieges schaffte die Armee der Nordstaaten etwas über 1700 Henrygewehre an. Eine Anzahl Henrys wurde zudem von Einheitskommandanten der Nordstaaten für ihre Truppen privat erworben oder direkt von Kriegsteilnehmern gekauft. Die Gesamtproduktion betrug Ende 1866 über 12.800 Stück.
Neben dem Henry-Gewehr erreichte auch das im März 1860 patentierte Spencer-Repetiergewehr Marktreife. Die Truppen der Nordstaaten setzten diese Waffen während des Bürgerkriegs ein. Dabei zeigte sich, dass diese dem Roots-Revolvergewehr Modell 1855, einer Perkussionswaffe von Colt, überlegen waren.
Das Unternehmen wurde im Mai 1866 in Winchester Repeating Arms Company umbenannt; dadurch trat der Name Henry-Rifle in den Hintergrund.

### Model 1866
Das vom Nachfolger von B. Tyler Henry, Nelson King, aus dem Henry-Gewehr entwickelte Winchester Model 1866 im Henrykaliber hatte den Kniegelenkverschluss des Henry-Gewehres, jedoch ein geschlossenes Röhrenmagazin, das von hinten durch eine seitlich angebrachte Ladeklappe geladen wurde (King’s improvement, Patent vom 22. Mai 1866). Damit war der Hauptnachteil des Henry-Gewehres – Probleme mit verschmutzten Patronen wegen des unten offenen Magazins – behoben. Das Magazin des Karabiners, Lauflänge 20 Zoll fasst 13 Patronen. Das älteste bekannte Winchester-Gewehr Model 1866 trägt die Nummer 12.476, während Henrys bis in den Bereich von 14.000 hergestellt wurden. In dieser Übergangszeit entspricht das Verschlussgehäuse des Modells 66 noch bis auf Details dem des Vorgängers.
Das Model 66 wurde bald zum Verkaufsschlager und trat seinen Siegeszug als Karabiner und Jagdgewehr in der nach dem Bürgerkrieg stürmisch einsetzenden Besiedlung des Westens an. Vom Model 66 wurden insgesamt etwa 170.000 Stück hergestellt, die letzten dieser Waffen wurden 1898 ausgeliefert. Etwa drei Viertel der ausgelieferten Waffen waren Karabiner mit 20-Zoll-Läufen, der Rest Jagdgewehre, zum Teil mit Achtkantläufen und vollgeschäftete Infanteriegewehre mit Bajonetthalter. Wichtigster Abnehmer der Militärwaffen war das Osmanische Reich mit 46.000 Infanteriegewehren (im Vertragstext zwischen Winchester und dem Osmanischen Reich „Muskets“ genannt), und 5.000 Karabinern, welche im Russisch-Osmanischen Krieg eingesetzt wurden. Auch Frankreich erwarb 3.000 Infanteriegewehre und 3.000 Karabiner Modell 66. Die „Muskets“ waren für Tüllenbajonette, später wahlweise für Säbelbajonette eingerichtet. Das Modell 66 war als Militärwaffe allerdings weniger geeignet, da es keine starken Gewehrpatronen verschoss. Da der Verschlusskasten des Model 66 aus Rotguss gefertigt war, wurde dieses Modell auch „Yellowboy“ genannt.

### Model 1873
Das Model 1873 war eine Weiterentwicklung des Modell 66, mit dem stärkere – von Winchester dafür entwickelte – Zentralfeuerpatronen verschossen werden konnten. Der Anstoß zur Verwendung solcher Patronen ging von jungen Oglalla-Sioux-Kriegern aus, die dabei erwischt wurden, wie sie in Böden von Randfeuerpatronen Löcher bohrten und Vorderladerzündhütchen einpressten. Die Schlagbolzen ihrer Gewehre und Revolver hatten sie umgeändert. Oliver F. Winchester erfuhr über den Briefweg davon und wartete ein Jahr später mit dem neuen Gewehr auf. Die neue Waffe wog 4,6 Kilogramm und verschoss anfangs die .44-40-WCF-Patrone, später auch .38-40-WCF- und .32-20-WCF-Patronen (WCF: Winchester Center Fire). Der Kniegelenkverschluss wurde beibehalten. Für den Verschlusskasten wurde nicht mehr Rotguss, sondern Eisen und ab 1880 – nach dem Erreichen der Seriennummer 41.000 – Stahl verwendet. Auch von dieser Waffe wurden Karabiner, Jagdgewehre und Musketen hergestellt. Zwischen 1873 und 1923 wurden über 720.000 Winchester Model 73 hergestellt, davon 36 % Karabiner und 58 % Jagdgewehre, der Rest waren „Musketen“. Das Magazin des Karabiners, Lauflänge 20 Zoll fasst 12 Patronen.
Mit Winchester-Gewehren des Model 1873 war auch die osmanische Armee ausgerüstet und setzte diese unter anderem im Russisch-Osmanischen Krieg (1877–1878) ein.
Die Schwäche der Waffe war zugleich ihre Stärke, denn üblicherweise verschoss sie Patronen, die auch in den gebräuchlichsten Revolvermodellen des Wilden Westens Verwendung fanden – dem Colt Single Action Army, dem Remington Single Action Mod. 1875 und Mod. 1890 sowie dem Smith & Wesson No 3. Der Besitzer war so in der Lage, die gleiche Patronensorte sowohl im Gewehr als auch in seiner Faustfeuerwaffe zu verwenden. Die 1873 von der amerikanischen Armee eingeführte und später weitverbreitete Revolverpatrone .45 Colt war für Gewehre nicht geeignet, da der Hülsenrand zu schmal und abgerundet war, um das sichere Ausziehen der Hülse zu gewährleisten. Zentralfeuerpatronen wurden damals meist aus dünnem Kupferblech gefertigt, ähnlich wie Randfeuerpatronen. Heutige Patronen haben einen massiven Boden, in dem über dem Rand eine Rille eingestochen ist, so dass das Ausziehen kein Problem mehr ist. Daher gibt es zahlreiche Repliken im Kaliber .45 Colt (.45 Long Colt) und auch anderer Revolverkaliber.
1884 brachte Winchester eine Kleinkaliberversion des Model 1873 auf den Markt. Erkennbar ist sie an der fehlenden Ladeöffnung rechts am Verschlusskasten. Sie wurde in den Randfeuerkalibern .22 kurz (.22 short) und .22 lang (.22 long), den Vorgängern der .22-lfB-Patrone, bis 1904 in 19.000 Exemplaren produziert.

### Model 1876
Das Model 1876 war eine schwerere Ausführung des Models 73 mit einem längeren Verschlussgehäuse und einem redimensionierten Kniegelenkverschluss. Es verschoss wesentlich stärkere Schwarzpulverpatronen, die auch für die Großwildjagd geeignet waren. Zwischen 1876 und 1898 wurden 63.871 Exemplare dieser Waffe hergestellt. Entwickelt als Jagdgewehr, wurde sie jedoch als Karabiner im Kaliber .45-75 bis 1905 von der kanadischen berittenen Polizei geführt. Das Magazin des Gewehres, Lauflänge 28 Zoll, fasst 12 Patronen, das des Karabiners 9 Patronen.

Volcanic-Pistole Kal .41
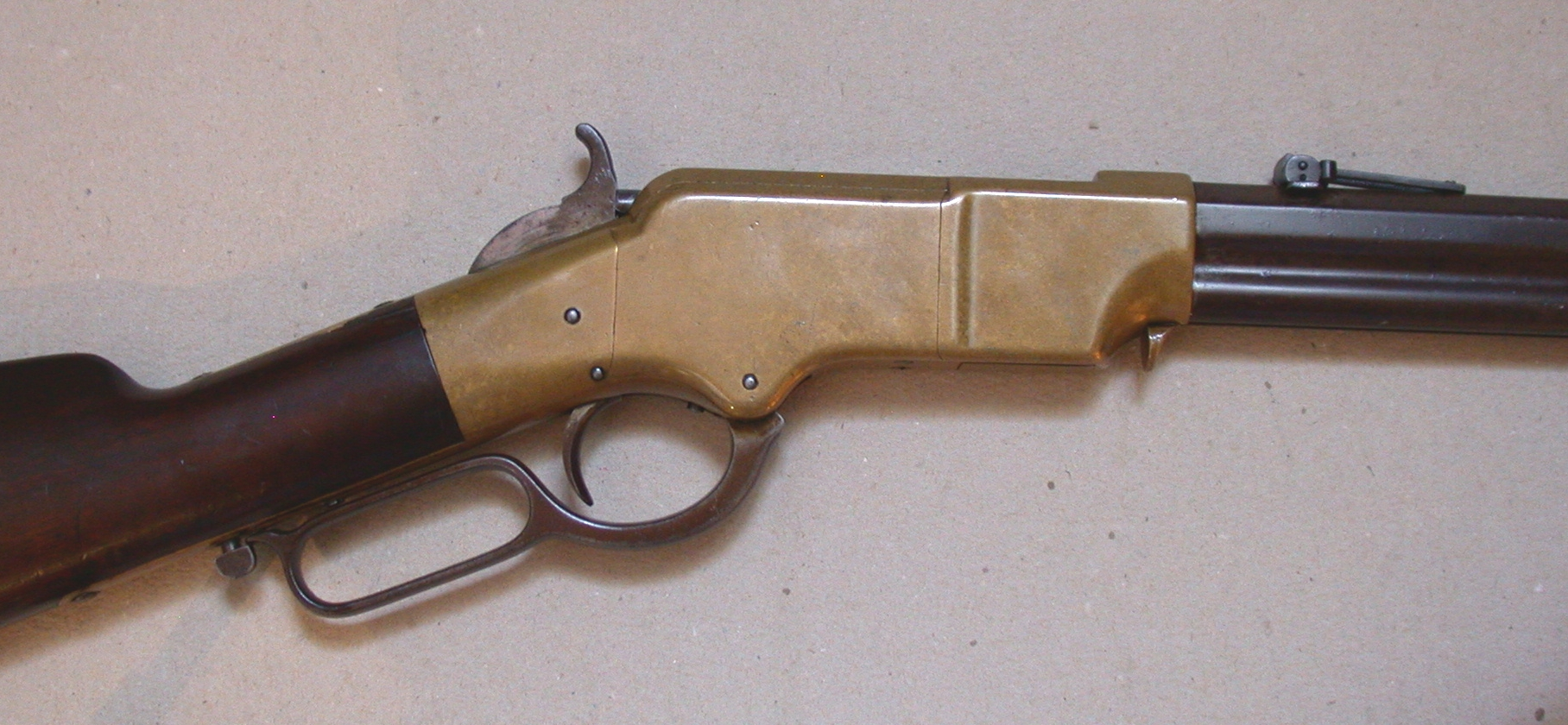
Henry Rifle, Verschlusskasten
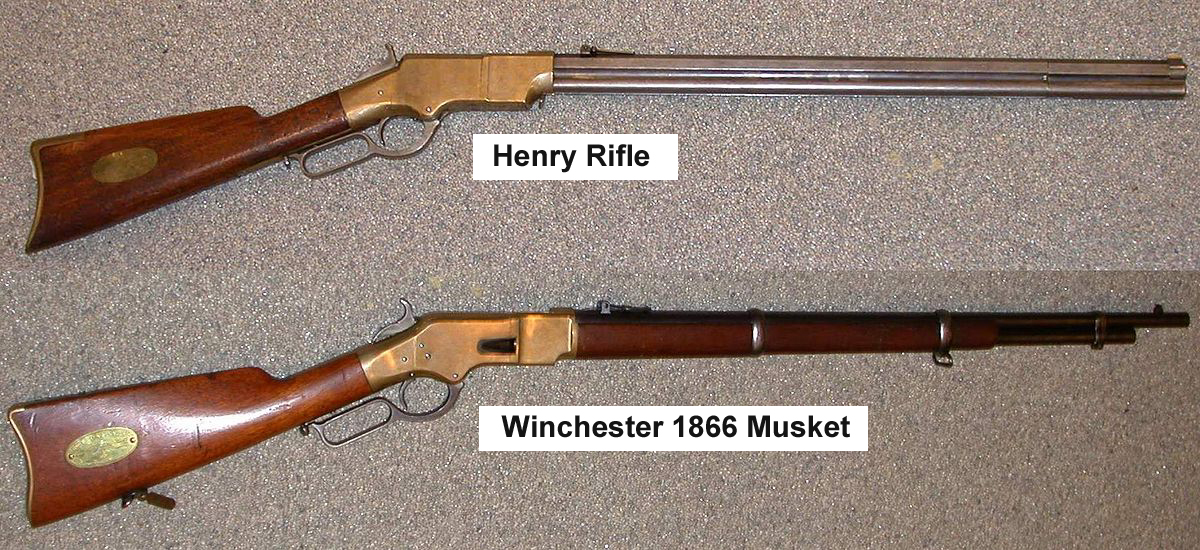
Henry 1860 Rifle, Winchester 1866 Musket
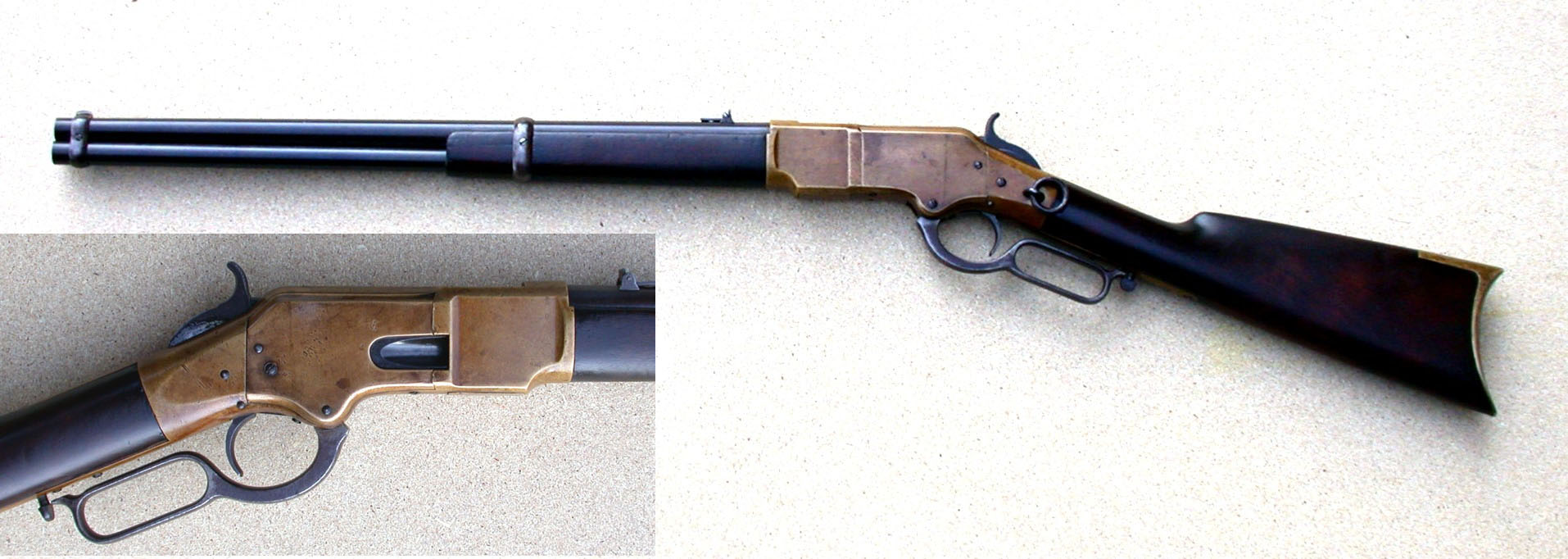
Winchester Model 1866, Karabiner
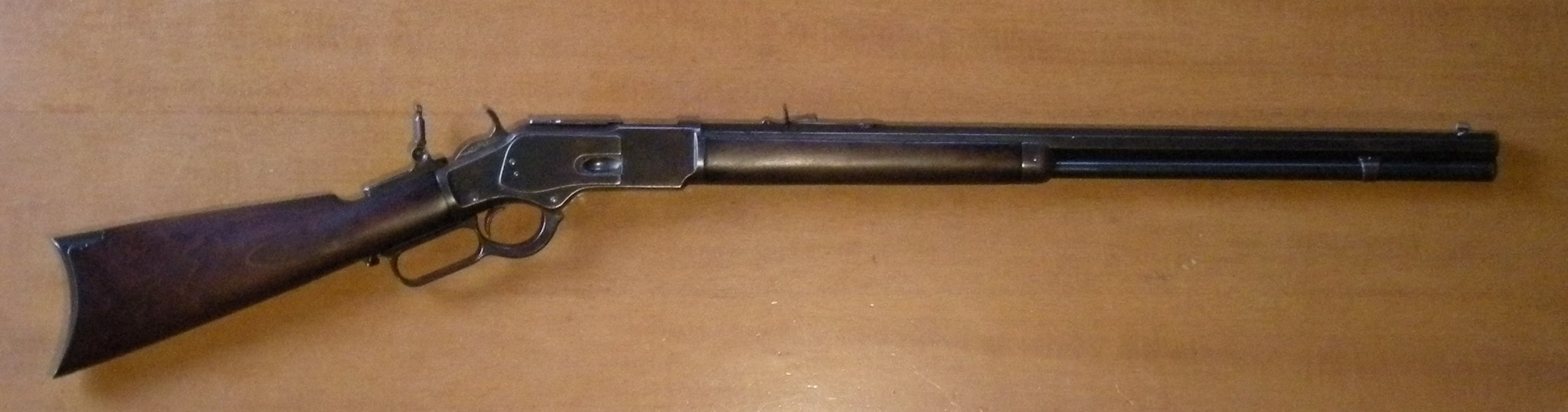
Winchester Rifle Model 1873
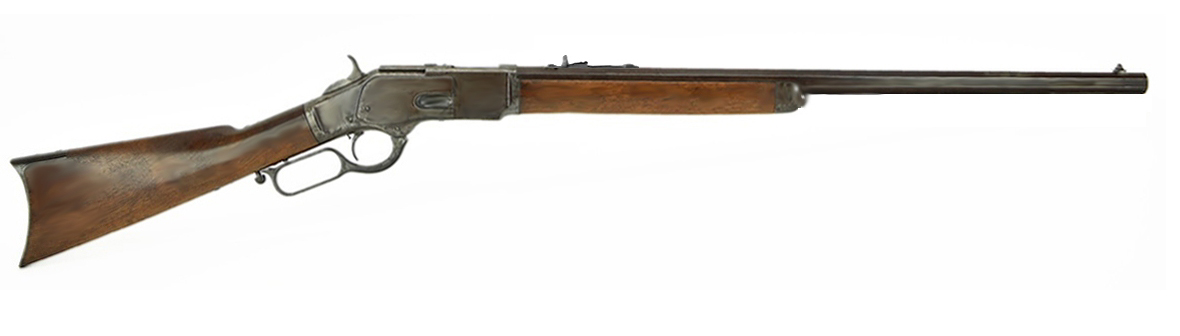
Winchester Model 1873, Jagdgewehr, kurzes Magazin
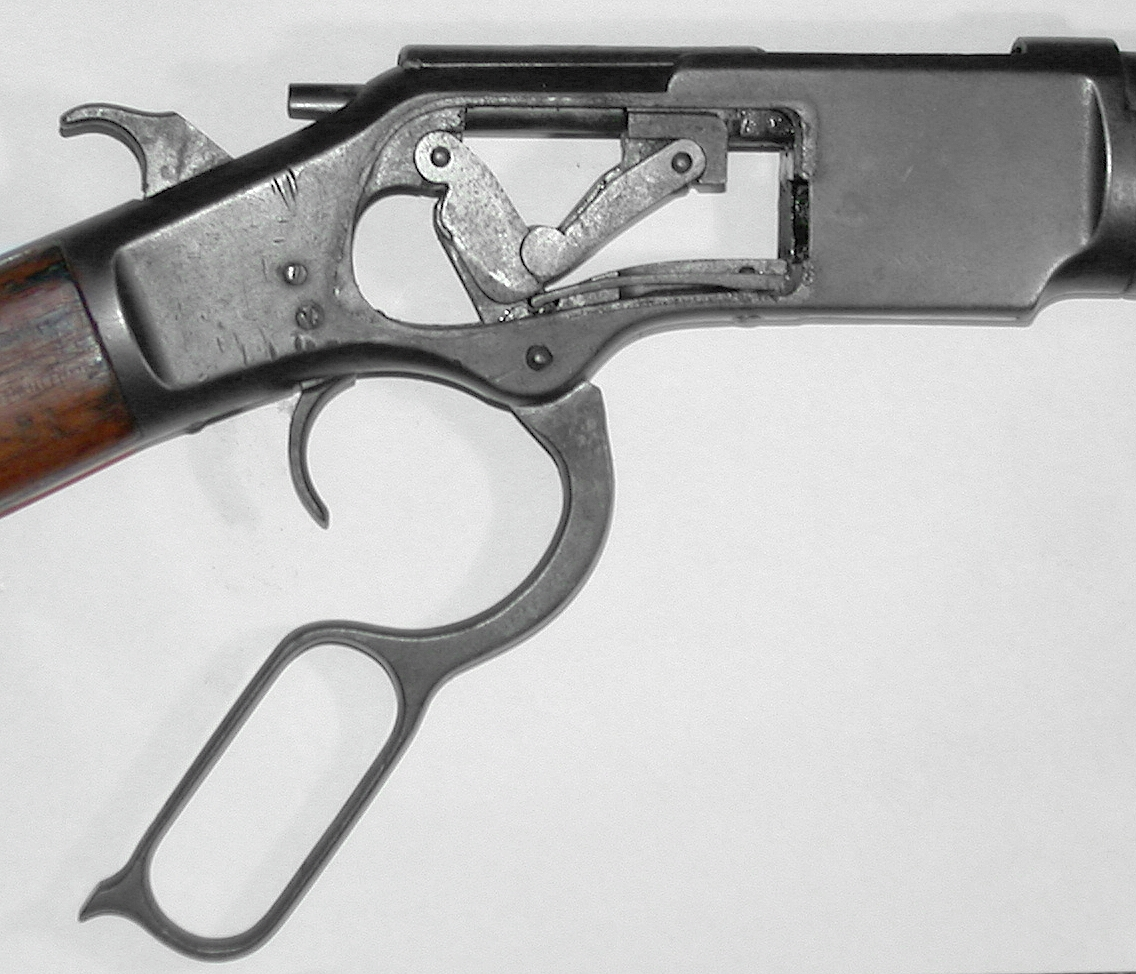
Winchester Model 1873, Verschlusskasten offen, Kniegelenkverschluss teilweise geöffnet
Theodore Roosevelt 1885 mit einem Winchester Model 1876

## Entwicklungen von Browning

### Der Einzellader Model 1885
Die Zusammenarbeit mit John Moses Browning begann 1885, nachdem er dem Unternehmen Winchester ein einschüssiges Gewehr mit Fallblockverschluss und untenliegendem Ladehebel angeboten hatte, das als High-Wall und Low-Wall Mod. 1885 fabriziert wurde. Siehe auch Winchester-Entwicklungen von Browning.

### Unterhebelrepetierer Model 1886
1886 brachte Winchester das erste von John Moses Browning entworfene Repetiergewehr heraus, das später auch Patronen mit rauchschwachem Pulver verkraftete. Browning hatte das Unterhebelsystem weiterentwickelt und das frühere Kniegelenk durch einen wesentlich belastbareren Blockverschluss ersetzt. Der Ladehebel zog zwei seitlich im Systemkasten liegende Verriegelungsblöcke nach unten, bevor er den Verschluss bewegte. Die Waffe verschoss diverse Patronen vom Jagdkaliber .33 WCF über die .45-70-Armeepatrone bis zu .50-Großwildpatronen. Vom Model 1886 wurden zwischen 1886 und 1935 156.599 Stück hergestellt. Von einer modernisierten Variante, dem Model 71 wurden zwischen 1935 und 1958 47.254 Stück im Kaliber .348 W.C.F. hergestellt.

### Unterhebelrepetierer Model 1892
1892 folgte die kleine Schwester des Models 86, die Winchester Model 1892. Sie war ebenfalls mit dem stabilen Blockverschluss des von John Moses Browning entwickelten Model 1886 ausgestattet, ihr Vorteil war, dass sie baulich schmaler und dadurch deutlich leichter war. Wie schon für das Model 1873 war sie für die inzwischen mit rauchlosem Pulver geladenen Patronen der Kaliber .44-40 WCF, .38-40 WCF und .32-20 WCF sowie später die .25-20 Winchester- und in kleinerer Stückzahl für die Niederwildpatrone .218 Bee eingerichtet. Von der Winchester Mod 92 und ihren späteren Varianten Mod 53 und Mod 65 wurden 1.001.324 Stück hergestellt, die letzte 1932.

### Unterhebelrepetierer Model 1894
Das Model 1894 hatte das gleiche Verschlussprinzip mit einem hinten liegenden Verriegelungsblock und war erkennbar am Verschlussgehäuse und seinem bei der Ladebewegung herausklappenden Boden, an den der Ladehebel angelenkt war. Bekannt wurde das Model 94 in der Jahrhundertwende durch seine Verwendung im Klondike-Goldrausch in Alaska, wo die Waffe auch bei klirrender Kälte immer funktionierte.
Das Model 94 verschoss zuerst Schwarzpulverpatronen .32-40 und .38-55. 1895 wurde sie auch im Kaliber .30-30 Winchester, eine der ersten rauchlosen Patronen, angeboten. Ab 1901 die .32 Winchester Special, für Kleinwild die .25-35-Winchester-Patrone. Ab 1924 wurden die Model-94-Jagdwaffen – nicht der Karabiner – neu als Model 55 und ab 1933 als Model 64 angeboten. Sie verschossen die gleiche Munition wie das Model 94, beim Model 64 kam die .219 Zipper Patrone dazu, alles rauchlose Mittelpatronen. Das Magazin des Karabiners, Lauflänge 20 Zoll, fasst 6 Patronen, bei einem Gewehr Magazin- und Lauflänge 24 Zoll fasst es 8 Patronen. Bis 1932 waren rund eine Million Winchester-Waffen Model 94 hergestellt, Ende 1963 war die Waffennummer 2.586.000 erreicht.
Die Fertigung der ab 1964 bis 1983 hergestellten Waffen wurde geändert. Das Verschlussgehäuse war nicht mehr geschmiedet und gefräst, sondern aus Sinterstahl hergestellt, andere Teile waren direkt als Präzisionsguss gefertigt anstatt gefräst, was die Produktion wesentlich verbilligte. Als einzige Winchester in klassischer Form wurde die Winchester 94 – vor allem im jagdtauglichen Kaliber .30-30 – bis 2006 auf den Markt gebracht, Kopien aus Italien und Japan werden heute noch angeboten.

### Unterhebelrepetierer Model 1895
In den bisherigen Winchester-Repetierern mit Röhrenmagazin konnten keine Spitzpatronen verschossen werden, die Gefahr von Magazinzündern war zu groß. 1895 legte die Winchester Repeating Arms Company schließlich ein Modell vor – ebenfalls eine Browning-Entwicklung – das ein Kastenmagazin hatte und somit auch moderne Spitzpatronen verschießen konnte. Das Magazin fasst je nach Kaliber (Hülsendurchmesser) 4 oder 5 Patronen. Zwischen 1895 und 1931 wurden 485.881 Winchester Model 1895 als Jagdwaffen, Infanteriegewehre und Militärkarabiner hergestellt, die Verkäufe wurden 1938 eingestellt.
Der berühmteste Besitzer einer Winchester Model 95 war der Großwildjäger und spätere US-amerikanische Präsident Theodore Roosevelt. Neben starken Jagdpatronen wie die .35 Winchester und die Großwildpatrone .405 Winchester wurde das Gewehr auch für diverse Armeepatronen wie die .303 British angeboten. Großbritannien setzte das Modell 1895 auch im Zweiten Burenkrieg (1899–1902) ein.
Der Karabiner mit 22-Zoll-Lauf in den amerikanischen Armeekalibern .30-40 Krag und .30-06 Springfield wurde von den Texas Rangers – die ihre Waffen selber stellten – und anderen Polizeieinheiten eingesetzt.
In Deutschland wurde diese Version (mit Bajonettwarze) zwischen 1912 und 1919 von Teilen des 1. Königlich Sächsischen Ulanenregimentes Nr. 17 im Kaliber .30-06 Springfield verwendet.
Die russische Armee bestellte 1915 etwa 300.000 dieser Waffen im russischen Militärkaliber 7,62 × 54 mm R, das auch das Mosin-Nagant-Gewehr verschoss. Wie beim Mosin-Nagant konnte das fünf Patronen fassende Magazin mit Hilfe eines Ladestreifens oder mit einzelnen Patronen gefüllt werden. Etwa 200.000 Stück wurden bis zum Ausbruch der Oktoberrevolution 1917 geliefert; danach verbot die US-Regierung weitere Waffenexporte. Ein Teil der russischen Waffen gelangte nach Finnland, wo sie im Finnischen Bürgerkrieg (1918) und im Winterkrieg (1939–1940) eingesetzt wurden. Mit einem weiteren Teil unterstützte die Sowjetunion die Republikaner im Spanischen Bürgerkrieg (1936–1939).

### Model 1887 – Flinte
Weitgehend unbekannt ist das Winchester Model 1887, ein fünfschüssiger Unterhebelrepetierer, der Schrotpatronen im Kaliber 12 2⅝" (12/67,5) und 10 2⅞" (10/73) verwendete. Die von John Moses Browning konstruierte Waffe war unhandlich und verkaufte sich schlecht. Später folgte noch ein Model 1901 im Kaliber 10. Die M1887-Flinten wurden oft in gekürzter Form und als Waffen für Sheriffs, Gefängniswärter und Kutscher eingesetzt.

### Vorderschaftrepetierer Model 1890
Ab 1890 kam der Vorderschaftrepetierer Model 1890 (verbessert 1906) im Kaliber .22 auf den Markt, von dem bis 1932 849.000 Stück hergestellt wurden. Er hatte einen Kippblockverschluss und ein unter dem Lauf liegendes Röhrenmagazin. Eine verbesserte Version mit einer vergrößerten Magazinkapazität kam 1932 unter der Modellbezeichnung 62 auf den Markt. Bis 1943 waren 158.000 dieser Waffen verkauft.

### Vorderschaftrepetierer Model 1893 und 1897 – Flinte
Auch die Konstruktion der Vorderschaftrepetierflinte geht auf die Zusammenarbeit mit Browning zurück. Die Winchester Model 1893 im Kaliber 12 hatte einen außenliegenden Hahn wie die ersten von Winchester hergestellten Kleinkaliber-Vorderschaftrepetierer Model 1890. Das Model 1893 war anfällig, gesamthaft wurden etwa 35.000 dieses Modells hergestellt. Mit dem Aufkommen des rauchlosen Pulvers wurde ihre Fertigung eingestellt. Das verbesserte, in der gleichen Nummernreihe hergestellte Nachfolgemodell, die Winchester Model 1897, wurde hingegen ein beachtlicher kommerzieller Erfolg. Die Waffe mit der Seriennummer 1.000.000 wurde 1951 als Präsent John M. Olin, dem Patron der Olin Corporation und Geschäftsführer von Winchester übergeben. 1957 wurde die Produktion bei Nummer 1.024.700 eingestellt.

### Model 1900 – Kleinkalibergewehr mit Zylinderverschluss
Parallel zu diesen aufwendig zu produzierenden Waffen bot Winchester ab 1900 auch Billigstprodukte unter diversen Modellnummern an. Dabei handelte es sich durchweg um von Browning entwickelte einschüssige Gewehre mit Zylinderverschluss. Lauf und Verschlussgehäuse waren aus einem Stück gefertigt. Das Model 99 ist von besonderen Interesse, da sein Abzug als Thumb Trigger (Daumenabzug) ausgebildet war, er liegt direkt hinter dem Verschluss auf dem Kolben. In den Dreißigerjahren wurden auch aufwendigere Kleinkaliberwaffen, Repetierer, Matchgewehre und Trainingsgewehre für die Armee mit Zylinderverschluss hergestellt. Mit dem Eintritt der Vereinigten Staaten in den Zweiten Weltkrieg wurde die Produktion von zivilen Waffen jedoch praktisch eingestellt.

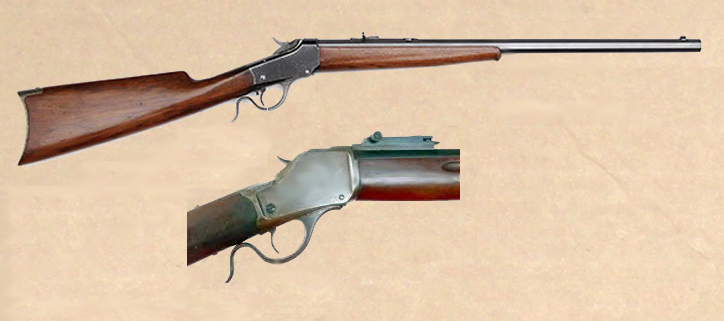
Winchester Model 1885; Low-Wall-Karabiner, High-Wall-Verschlussgehäuse
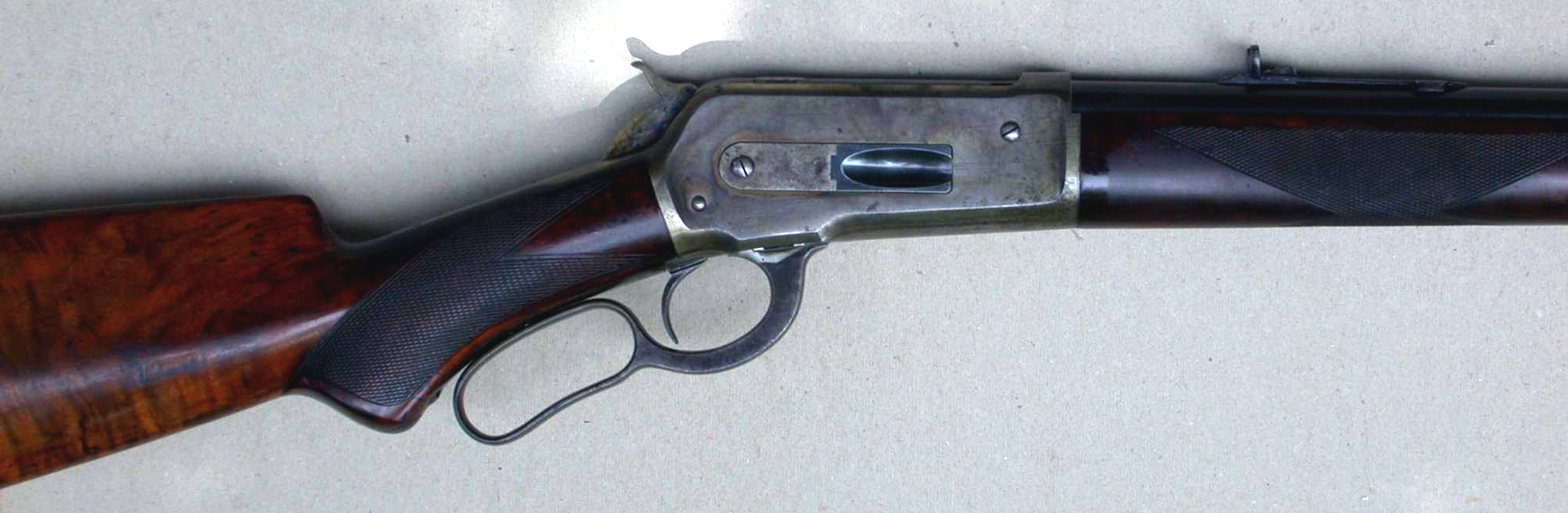
Verschlussgehäuse der Winchester Model 86 Deluxe
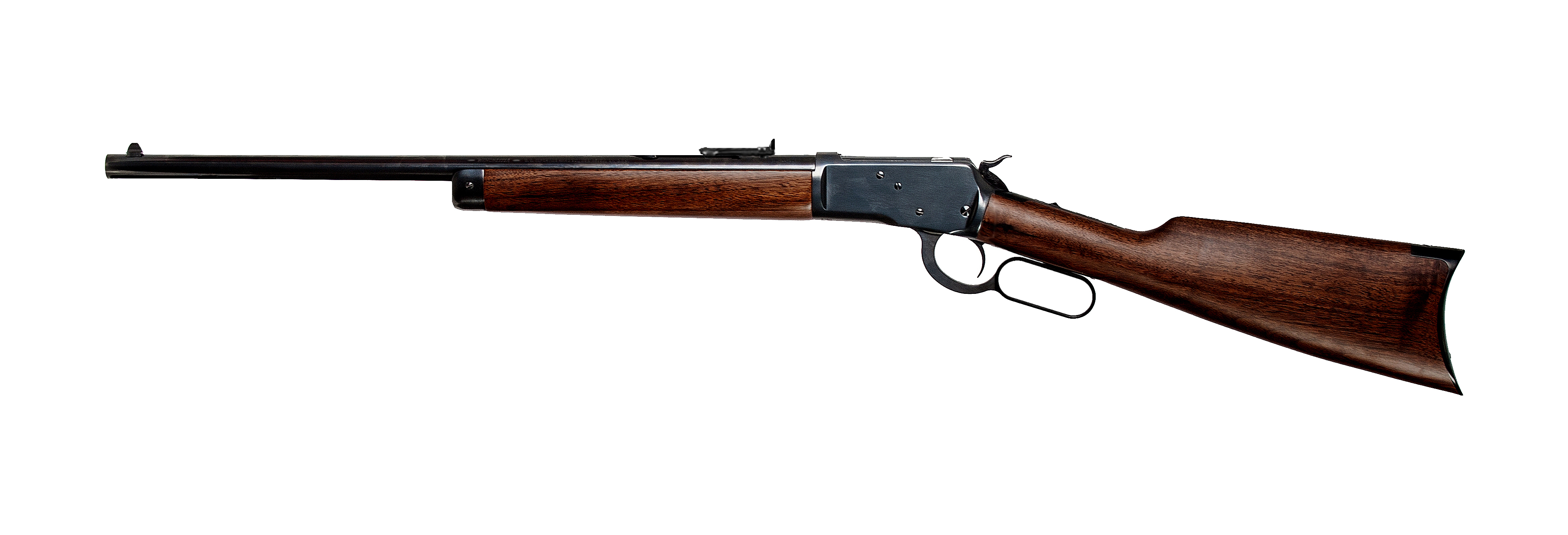
Winchester Model 1892 Rifle
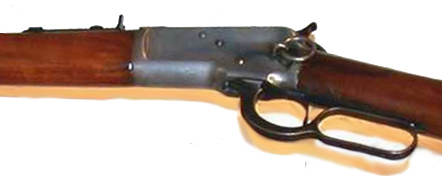
Winchester Model 92, Verschlussgehäuse
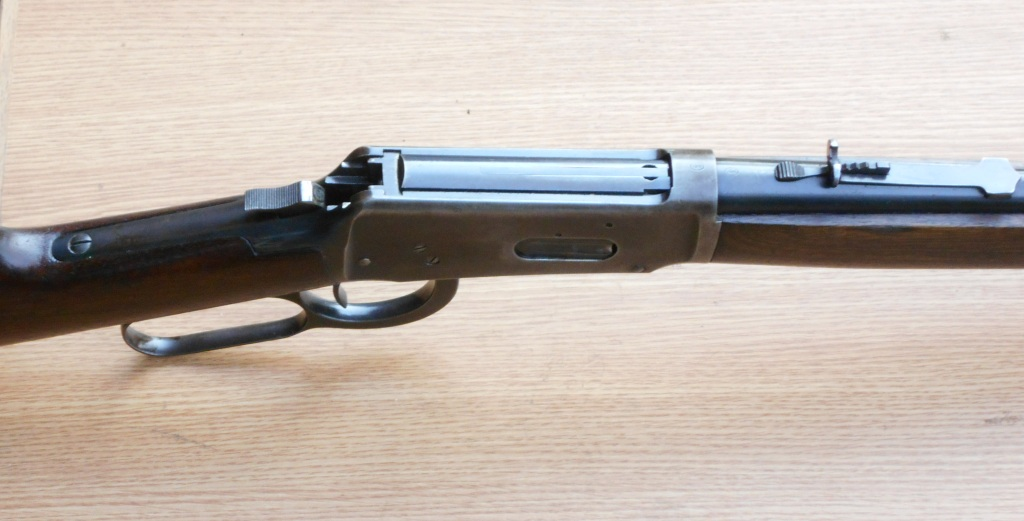
Winchester 94, zwischen Verschluss und Hammer (gespannt) Verriegelungsblock
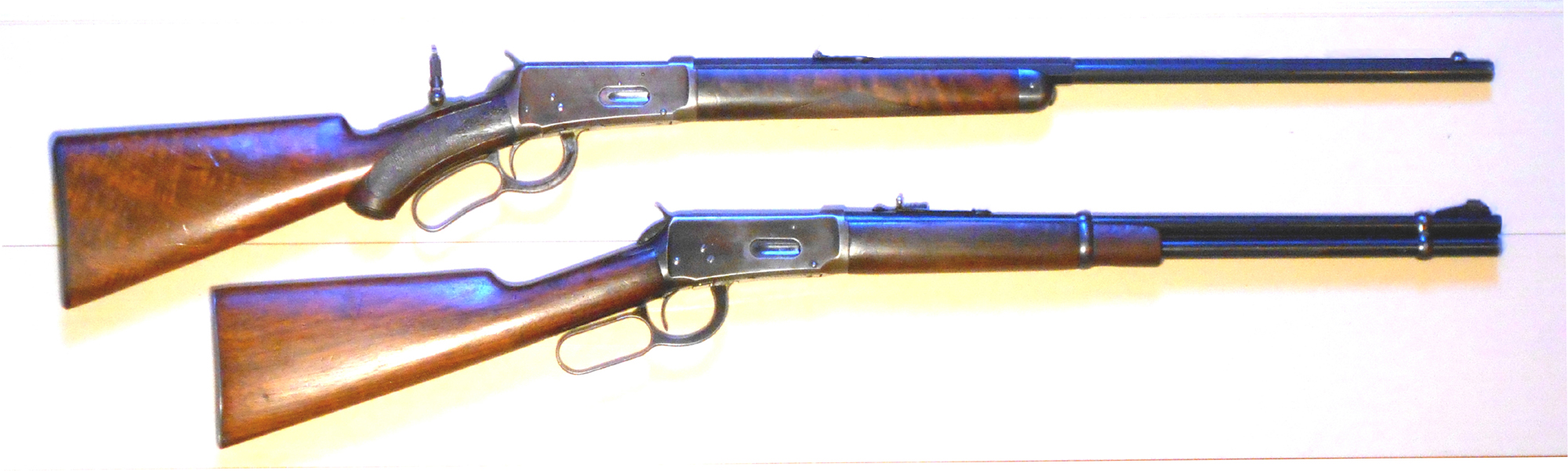
Winchester Mod 1894, oben Luxus-Rifle, hergestellt 1896, unten Karabiner, hergestellt 1948
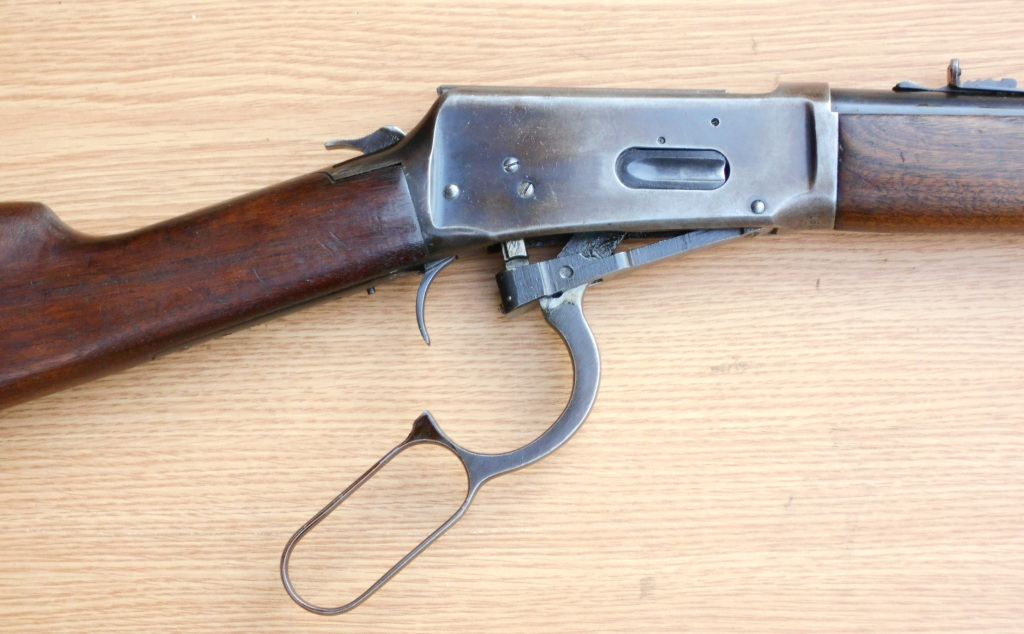
Winchester 94, Ladebewegung, Verriegelungsblock heruntergezogen
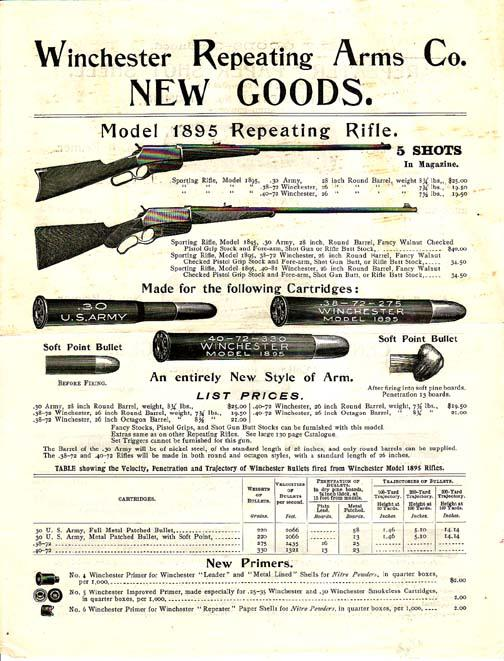
Katalogseite Winchester Model 1895
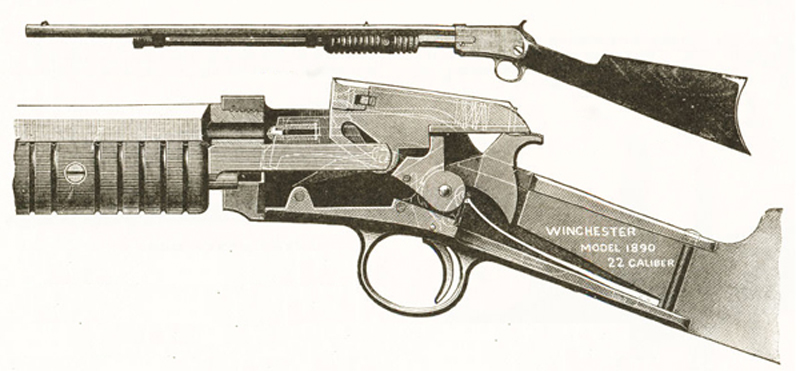
Winchester Model 1890
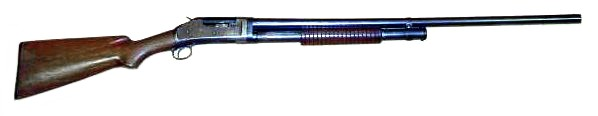
Winchester 1897, Flinte
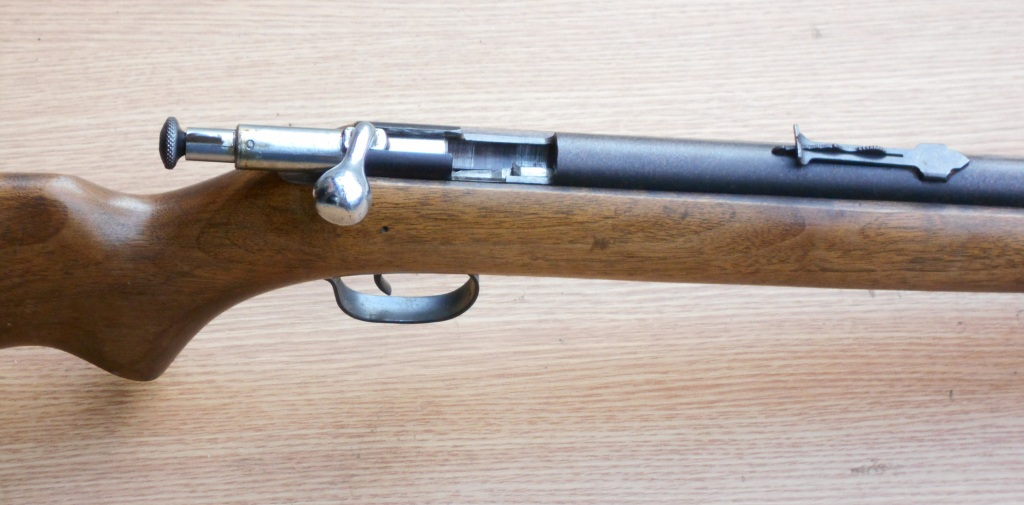
Winchester .22 Zylinderverschluss

## Spätere Entwicklungen
Gegen Ende der Jahrhundertwende begann Browning, für andere Firmen wie Colt Patent Firearms und Fabrique Nationale d’Armes, Herstal Waffen zu entwickeln. Da Winchester im Besitz der früheren Patentrechte Browings war, konnte die Produktion der darauf basierenden Waffen problemlos weitergeführt werden. Spätere Entwicklungen wie das Verschlusssystem der Browning-Auto-5-Flinte und des Selbstladegewehres .22 durften jedoch nicht kopiert werden. Die Entwicklung und Konzeption von Waffen wurde deshalb Thomas C. Johnson, einem langjährigen Entwicklungsingenieur der Firma übergeben.

### Model 1903

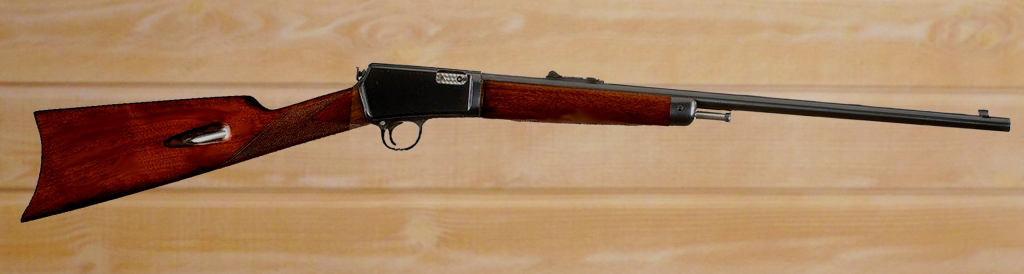
Winchester Model 1903

Ab 1903 stellte die Firma Winchester ein von Thomas C. Johnson entwickeltes halbautomatisches Gewehr im Kaliber .22 her; es handelte sich um eine Waffe mit Masseverschluss mit der Vorholfeder im Vorderschaft, die Ladebewegung erfolgte über einen vorne aus dem Vorderschaft herausragenden Ladestift. Das im Kolben liegende Röhrenmagazin fasste zehn Schuss. Da die im Markt angebotenen .22 long Rifle-Patronen diverse unterschiedliche Ladungen aufwiesen, bot Winchester eine speziell für diese Waffe entwickelte Patrone an, die .22 WIN AUTO RIMFIRE. Da das Model 1903 nur mit dieser Spezialpatrone funktionierte, liefen die Verkäufe schlecht. Bis 1936 waren nur etwas über 122.900 Waffen verkauft. Ab 1933 wurde auch eine verbesserte Variante, das Model 63 in den gängigen .22er-Kalibern angeboten, deren Verkäufe beliefen sich bis 1943 auf 51.600 Stück.

### Model 1905, 1907 und 1910

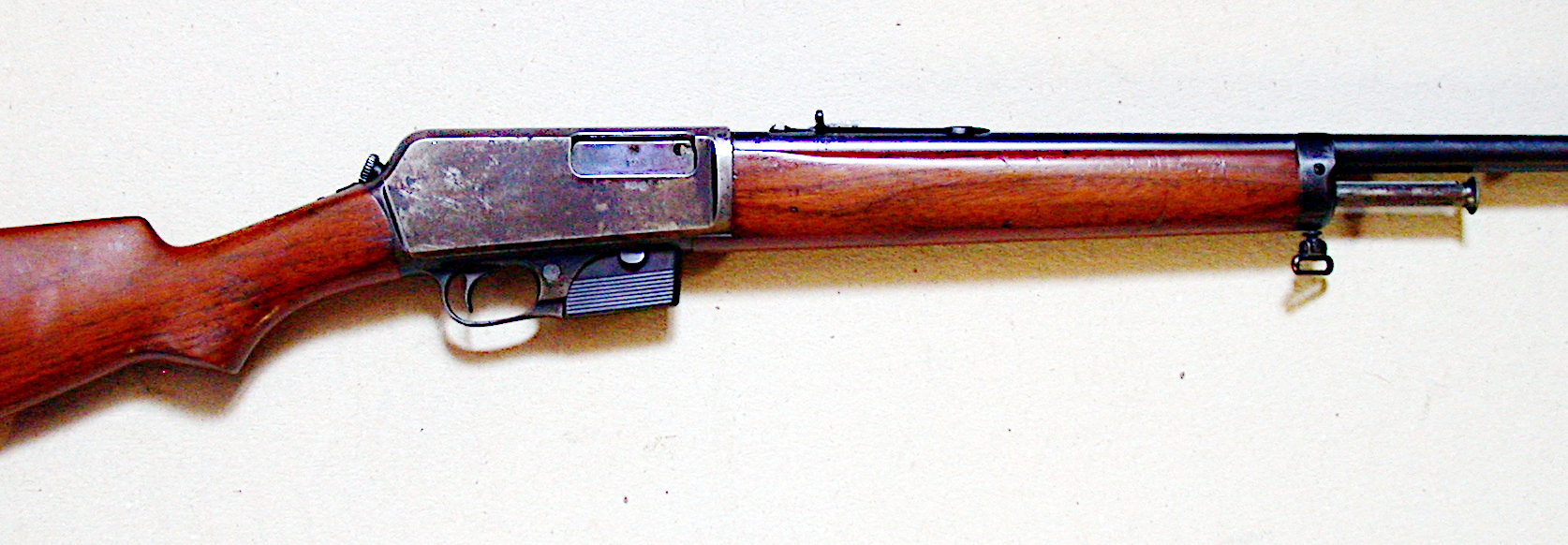
Winchester 05 Self Loading

Um eine Selbstladebüchse mit einem verriegelten Verschluss für stärkere Munition auf den Markt bringen zu können, wurde das System des Model 1903 mit Masseverschluss weiterentwickelt, allerdings musste die Verschlussmasse wesentlich vergrößert werden, um eine einwandfreie Funktion der Waffe zu gewährleisten. Thomas C. Johnson, der schon das Model 03 entwickelt hatte, brachte deshalb im hohlen Vorderschaft der neu entwickelten Waffen eine zusätzliche Verschlussmasse an. Die Kammern sowie die Patronenhülsen waren zylindrisch. Das Model 1905 wurde in zwei Kalibern hergestellt, es verschoss .32 SL (Self Loading) oder .35 SL Patronen. Das Kastenmagazin vor dem Abzugsbügel fasste fünf Patronen. Vom Modell 05 wurden bis 1923 etwas über 31.000 Stück hergestellt.
Beide Patronen des Model 1905 waren für die Jagd zu schwach. Bereits nach zwei Jahren kam deshalb das Model 1907 auf den Markt, das eine wesentlich stärkere Munition im Kaliber .351 SL verschoss; 1910 folgte noch das Modell 1910 im Kaliber .401 SL. Die Kammern dieser Selbstladegewehre waren zylindrisch und die Patronen hatten zylindrische, dickwandige Hülsen, um beim Rücklauf des Verschlusses Gasaustritte zu verhindern. Die Modelle 07 und 10 wurden auch bei Polizeieinheiten und in Gefängnissen eingesetzt und hatten dort 10-Schuss-Magazine.
Bis 1943 wurden vom Model 07 49.000 Stück hergestellt, das Modell 10 brachte es bis 1936 auf etwa 20.000 Waffen.
1912 brachte Winchester eine von Thomas C. Johnson entwickelte moderne Vorderschaftrepetierflinte auf den Markt, das Model 1912 Hammerless (mit innenliegendem Hahn). Von dieser Waffe wurden bis 1943 über 97.000 Stück in den Kalibern 20, 16 und 12 hergestellt.
Gegen Ende der amerikanischen Produktion in den 2000er-Jahren kam auch ein Unterhebelrepetierer Model 1894 mit glatter Laufbohrung auf den Markt. Die als Model 9401 bezeichnete Waffe im Kaliber .410 konnte Schrotpatronen sowie Flintenlaufgeschosse verschießen.
Auf Betreiben von Händlern und Jägern begann Winchester mit der Entwicklung einer hochwertigen Doppelflinte, die 1931 als Model 21 auf den Markt kam. Sie hatte ein in der Basküle liegendes, genial einfach aufgebautes Schloss und wurde in allen gängigen Kalibern und Lauflängen hergestellt. Mit einem Preis von 60 US-Dollar war sie doppelt so teuer wie das Model 12 Hammerless. Bis 1943 beliefen sich die Verkäufe auf 12.900 Stück.

## Repetierer mit Zylinderverschluss

### Hotchkiss Model 1879

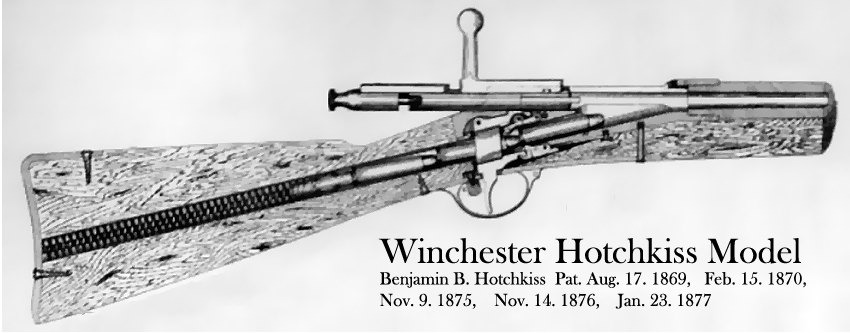
Hotchkiss Model 1879, Verschluss, Magazin

Das erste Repetiergewehr von Winchester mit Zylinderverschluss war das von Benjamin Hotchkiss entwickelte und 1876 patentierte Hotchkiss-Gewehr Model 1879. Die Waffe hatte ein Röhrenmagazin im Kolben, das fünf Patronen fasste. Zum Laden mussten diese bei offenem Verschluss von vorne eingeschoben wurden. Im Jahr 1879 sandte Winchester Prototypen für die Evaluation eines neuen Armeegewehres an das „US Ordnance Department“ ein. Die Waffe wurde im amerikanischen Armee-Kaliber 45-70 sowie für andere großkalibrige Schwarzpulverpatronen der Epoche angeboten. Von 1879 bis 1899 wurden über 80.000 dieser Waffen hergestellt, ein Teil ging an die US-amerikanische Armee und Marine, andere wurden an die chinesische Armee verkauft; der Rest waren Jagd- und Schützenwaffen.

### Das LEE Model

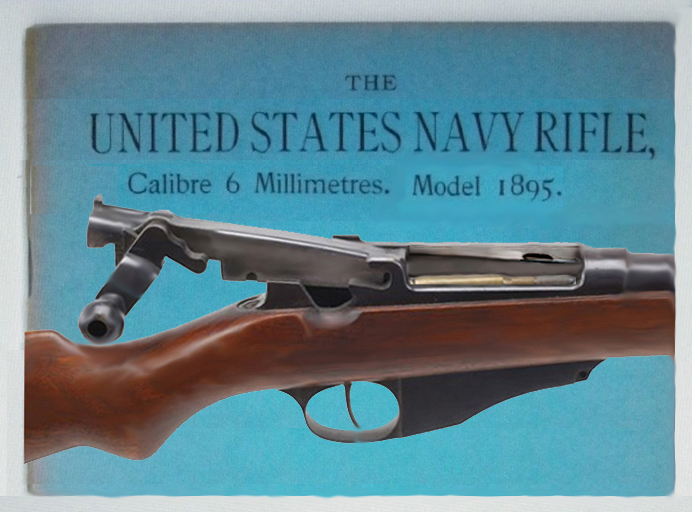
Lee Navy rifle 1895, Verschluss, Ladehebel

Die von James Paris Lee entwickelte Waffe mit Geradezugverschluss gleicht einem Repetierer mit Zylinderverschluss. Im Gegensatz zu diesem hat sie einen vierkantigen Kippverschluss, der sich am Ende des Verschlussgehäuses abstützt. Zum Nachladen wird der Verschluss durch das Rückziehen des Ladehebels aufgekippt und entriegelt. Das unter dem Verschluss angebrachte einreihige Kastenmagazin enthält fünf Schuss. Im Jahr 1895 wurde zwischen Winchester und der U.S. Navy ein Vertrag zur Lieferung von 15.000 „LEE Navy Muskets“ mit einer Lauflänge von 28 inches (71 cm) für die .236 - U.S.N. (6-mm-Navy-Patrone) abgeschlossen. Bis 1916 wurden für den zivilen Markt zusätzlich etwa 1700 Exemplare als Jagdwaffen im gleichen Kaliber hergestellt.

### Jagdbüchse Model 54
Um die Nachfrage nach Jagdwaffen mit hoher Schusskraft zu befriedigen, entwickelte Winchester nach dem Ersten Weltkrieg eine Repetierbüchse mit Zylinderverschluss und Kastenmagazin, das Model 54, das 1925 auf den Markt kam. Der Verschluss dieser Waffe entsprach weitgehend dem des bewährten Mauser-98-Gewehrs. Das Magazin fasst fünf Patronen und die Waffe war, neben dem häufigsten Kaliber .30-06, in den meisten anderen gängigen Jagdkalibern erhältlich. Die Verkäufe liefen nicht wie erwartet, bis 1941 konnten nur 50.000 Winchester 54 verkauft werden.

### Jagdbüchse Model 70

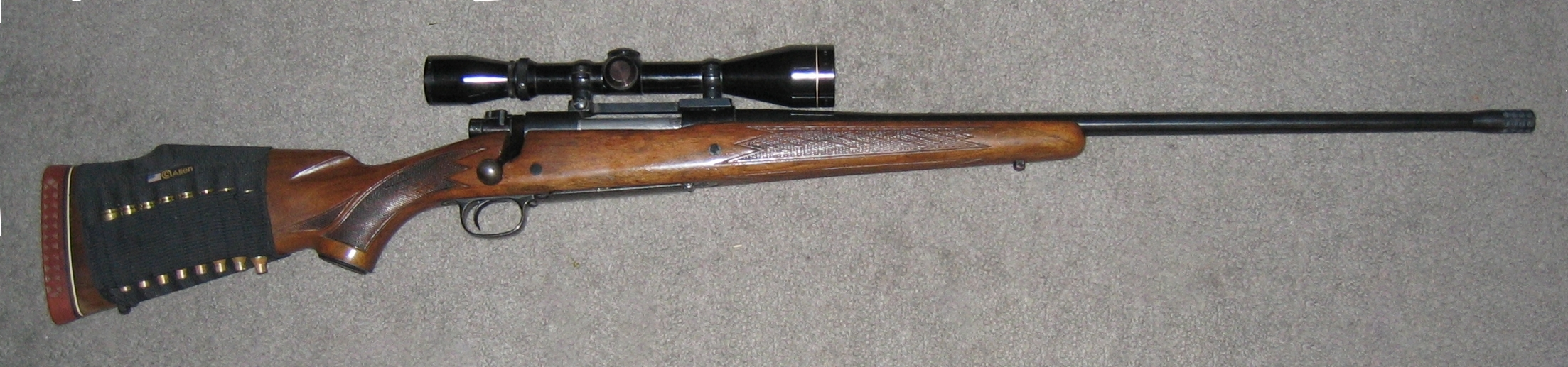
Winchester Model 70

Bereits 1937 kam eine verbesserte Variante des Models 54 auf den Markt, das Model 70. Diverse Detailänderungen und die verbesserte Verarbeitung führten dazu, dass die Winchester 70 ein Bestseller wurde. Sie wurde von der .22 Hornet bis zur .458 Winchester Magnum in 20 verschiedenen Kalibern angeboten. Berühmtester Benutzer der Winchester 70 im NATO-Kaliber .308 war die Royal Canadian Mounted Police. Erst 1964 bei Seriennummer 570.000 wurde die Konstruktion vereinfacht, um die Herstellungskosten zu senken. Änderungen betrafen das Finish der Schäftung, einen anderen Verschlusskopf mit eingezogenem Stoßboden, geändertem Auszieher und Auswerfer, die Verschlusshülse wurde nunmehr geschmiedet anstatt gefräst und der Kammerstengel als separates Gussteil gefertigt, der Abzugsbügel und die Magazinbodenplatte bestanden nun aus Blechprägeteilen. Der Name der Waffe wurde nicht geändert Das Resultat ist, dass das pre 64 Winchester-Model 70 ein gesuchtes Jagdgewehr und Sammlerobjekt geworden ist.

## Produktion von Waffen in den Weltkriegen

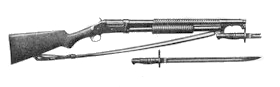
Winchester Model 1897 Trench Gun, Lauflänge 20 inch (510 mm)

Im Ersten Weltkrieg stellte Winchester eine große Zahl von kurzläufigen Winchester Model 1897 Flinten, Trench Guns, zur Verwendung im Grabenkrieg her, sie wurden auch im Zweiten Weltkrieg als Nahkampfwaffen eingesetzt.
Während beider Weltkriege baute Winchester im Regierungsauftrag auch große Mengen von Fremdkonstruktionen für das Militär und etablierte darüber hinaus eine bedeutende Munitionsfertigung. Pattern 1914 Rifles für England sowie M1917-Gewehre und Browning Automatic Rifles für das U.S. Expeditionskorps. Im Zweiten Weltkrieg produzierte Winchester M1-Garand-Gewehre und die bei Winchester entwickelten M1-Karabiner.

## Produktion früherer Modelle nach 1945
Ab 1964 brachte Winchester für Sammler bestimmte Karabiner des „Commemorative“-Model 1894 heraus, die mit ihren industriell angebrachten Inschriften, Gravuren und Oberflächenbearbeitungen zumeist historischen Persönlichkeiten oder Ereignissen gewidmet waren: beispielsweise die Winchester 94 Bicentennial 1976 zum 200. Jahrestag der US-amerikanischen Unabhängigkeitserklärung.
Ab 1972 stellte Winchester das Model 9422 her, quasi eine Kleinkaliberversion des Models 94, das sich nur durch den etwas kürzeren Systemkasten, die fehlende Ladeöffnung, das Auswerferfenster rechts und eine 19-mm-Prismenschiene vom 94er unterschied. Das System war nicht nur für die Patrone .22 l.r. (15 Schuss) ausgelegt, sondern auch für .22 long (17 Schuss) und .22 short (21 Schuss). Bei späteren Exemplaren entfiel die Angabe .22 short. Es gab auch eine Variante .22 WMR (11 Schuss) sowie das Model 9417 in .17 rimfire. Die Produktion endete 2005.
Mittlerweile ist auch ein Model 1876 als Replik auf dem Markt. Von Westernschützen wurde vermehrt die Herstellung auch in den traditionellen „alten“ Kalibern gefordert. Eine deutsche Firma bringt inzwischen die Waffe unter dem Label „Chapparal-Arms“ im Kaliber .40-60/.45-60/.45-75 sowie in dem seltenen Kaliber .50-95 Winchester Express auf den Markt. Das Gewehr hat ein hohes Eigengewicht (ca. 4,5 kg). Fabrikmunition ist bisher nicht erhältlich. Für Wiederlader unter den Schützen werden jedoch entsprechende Komponenten wie Hülsen und Geschosse auf dem Markt angeboten.

## Sonstiges
Ein von Karl May erworbenes Winchestergewehr Model 1866 ist heute im Karl-May-Museum unter der Bezeichnung Henrystutzen ausgestellt.
Eines der berühmtesten Winchestergewehre der Geschichte war das Modell von 1873. Im Western Winchester ’73 wird die Geschichte eines dieser Gewehre erzählt.